# Iglesia San Ramón
La iglesia San Ramón fue un templo católico de la ciudad de Tacna, en el Perú construido en 1833 el cual durante la guerra del Pacífico y la posterior administración chilena de la ciudad jugó un rol fundamental en acontecimientos importantes. San Ramón era un complejo que abarcaba una iglesia y un hospital construido en 1848, el cual además fue utilizado como centro psiquiátrico, y reclusorio de mujeres con el tiempo. La iglesia fue clausurada en 1909 por parte del intendente chileno Máximo Lira, posteriormente fue destruida. Actualmente el terreno pertenece a la Sociedad de Beneficencia Pública de Tacna y fue declarado Patrimonio Cultural de la Nación, en el año 2005.

## Historia

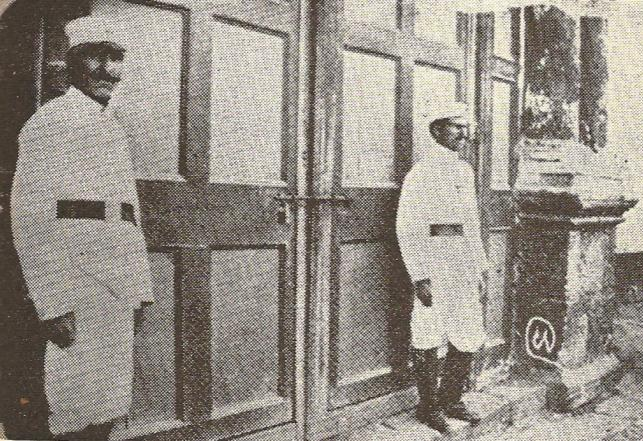
Clausura de la iglesia San Ramón por orden del intendente Máximo Lira. Tacna 1909.

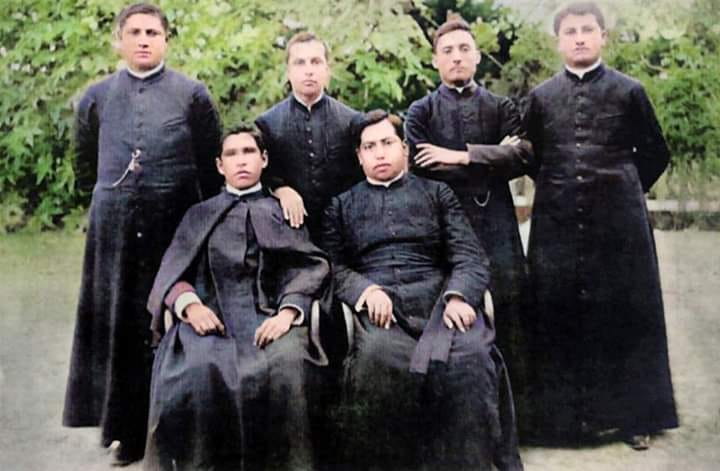
Sacerdotes peruanos expulsados de Tacna en 1910 por órdenes del intendente chileno.

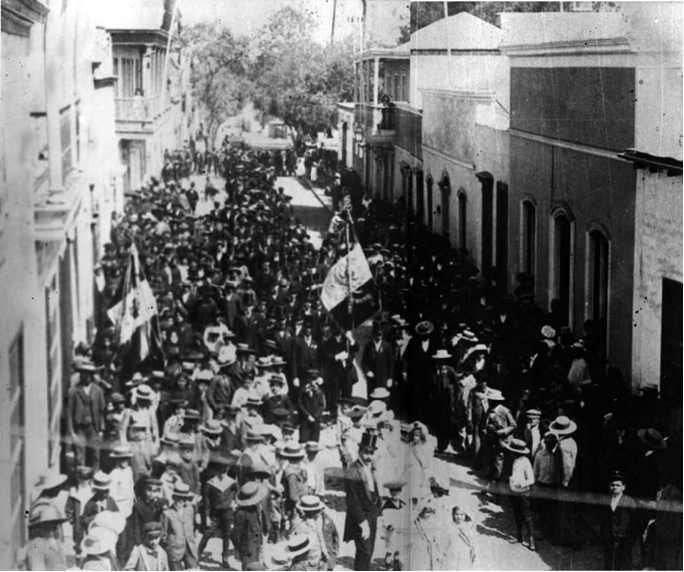
Primera procesión de la bandera peruana en Tacna, 1901. El 28 de julio un grupo de miembros de la Sociedad de Auxilios Mutuos "El Porvenir" fue a conversar con el general chileno Salvador Vergara Álvarez, intendente interino de Tacna, para solicitar permiso para hacer bendecir la bandera en la iglesia parroquial San Ramón.

La iglesia fue llamada así debido a la primera misa, a la que concurrió el mariscal Ramón Castilla (como presidente) fue  allí, y además fue el lugar en donde consagró a la Virgen del Rosario como Mariscala del Perú.

### Guerra del Pacífico
Durante la guerra del Pacífico el templo fue uno de los lugares en que la tropas peruanas escondieron la coronela del Regimiento "2º de Línea" de la Infantería del Ejército de Chile capturada durante la batalla de Tarapacá por Mariano Santos Mateo. Esta fue recuperada en 1880 por Chile.
El mismo año, tras la batalla del Alto de la Alianza los restos de los soldados peruanos fueron velados en el templo.

### Procesión de la bandera

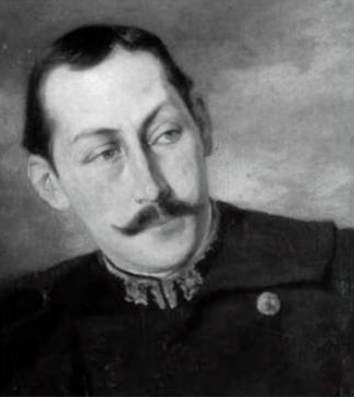
El general chileno Salvador Vergara Álvarez, responsable de autorizar la primera procesión como intendente interino de Tacna.

Durante la administración de Tacna por parte de Chile, en 1901, durante las Fiestas Patrias de Perú el 28 de julio, partió desde el templo una procesión de la bandera peruana con borde dorado, siendo la primera procesión de la bandera de la ciudad.
Con esta restricción, la "Sociedad de Auxilios Mutuos El Porvenir" de Tacna pide al intendente de Tacna, Salvador Vergara Álvarez, le brinde permiso para realizar una ceremonia de bendición de la nueva bandera de la institución.
La manifestación fue autorizada (tras haberla rechazado originalmente debido a la prohibición existente de exhibir los símbolos patrios peruanos) por el intendente interino chileno de la provincia de Tacna, el general Salvador Vergara Álvarez, con la condición que debía hacerse en silencio (algo que fue cumplido por los peruanos), "sin manifestación alguna de carácter patriótico" para no provocar choques entre los chilenos y peruanos causados por vivas a favor del Perú.
Con el permiso, el 28 de julio de 1901, se realiza. Al llegar la bandera fue llevada por calles poco concurridas de la ciudad para posteriormente ser fue bendecida en esa iglesia con una misa en la iglesia San Ramón a cargo del párroco Alejandro Manrique, quien bendice la bandera recitando la oración "La Cruz y la Bandera". Concluida la misa, los integrantes de la sociedad transportan en procesión la bandera desde el templo, continua por la calle Unanue, hasta su local en Alto Lima. La población peruana de Tacna y Arica la acompaña en silencio por las calles de Tacna. Finalmente en el local de la sociedad el poeta Federico Barreto declama un poema a la bandera. A partir de esa fecha esta sería la única celebración pública de las fiestas patrias peruanas en las provincias de Tacna y Arica. 
Tras ser llevada por  las calles céntricas de la ciudad, llegó al local de la Benemérita Sociedad de Artesanos y Auxilios Mutuos El Porvenir.

### Clausura y destrucción

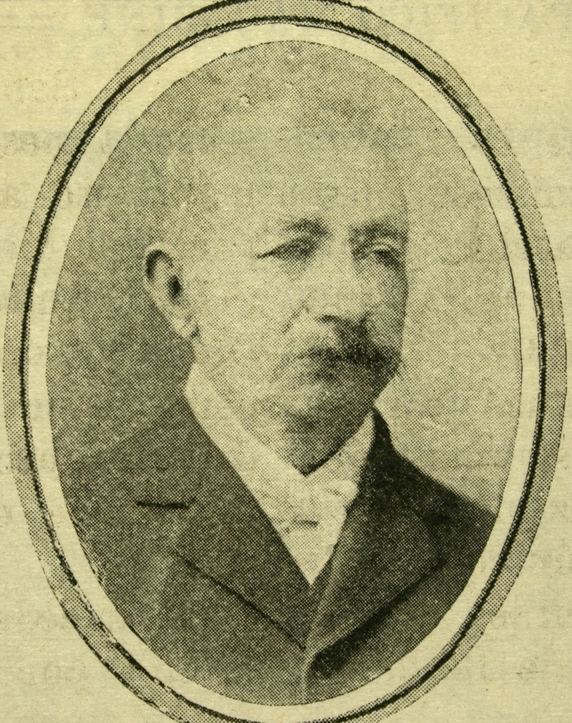
El intendente Máximo Ramón Lira.

El 24 de noviembre de 1909 la iglesia fue clausurada por el intendente Máximo Lira debido a las actividades de los sacerdotes de la iglesia que promovían el sentimiento pro-peruano, los guardias se mantuvieron bloqueando la entrada de manera ininterrumpida cambiando centinelas cada 12 horas durante aproximadamente un año. Los sacerdotes además aún dependían de la arquidiócesis de Arequipa. El 3 de marzo de 1910 el intendente Lira decretó la expulsión de los sacerdotes peruanos en un plazo de 48 horas, el 5 de marzo, con permiso de la autoridad, el presbítero arequipeño Mariano Indacochea Zeballos celebró la última misa peruana en la iglesia a las 6:30 a. m. La intendencia amplió el plazo a 48 horas más cuando finalmente los curas fueron expulsados de la ciudad y el templo fue destruido con posterioridad.

## Intentos de recuperación y uso actual
En 2014 la Dirección Desconcentrada de Cultura intentó recuperar y poner en valor el recinto ante el gobierno regional de Tacna.
El terreno es de propiedad de la Sociedad de Beneficencia Pública de Tacna, fue desocupado en 1994, y en 2013 se le devolvió la administración. La Sociedad al no disponer de presupuesto, le pidió al gobierno regional la elaboración de un proyecto para solicitar fondos al gobierno nacional peruano para la recuperación del terreno. Esto fue propuesto al ministerio de Cultura pero ante la falta de estudios no pudo concretarse.
En 2017 la Dirección de Cultura intervino ya que el recinto fue convertido en un estacionamiento por la Sociedad de Beneficencia Pública.